# Dendrophorbium cabrerianum
Dendrophorbium cabrerianum là một loài thực vật có hoa trong họ Cúc. Loài này được (Greenm. & Cuatrec.) C.Jeffrey mô tả khoa học đầu tiên năm 1992.